# 安徽新安银行
安徽新安银行股份有限公司（简称安徽新安银行，英语：Anhui Xin'an Bank Co., Ltd.，缩写：Anhui Xin'an Bank）是《关于促进民营银行发展的指导意见》出台以后全国第4家获批筹建的民营银行，也是安徽省首家获批开业的民营银行。

## 历史沿革
- 2016年11月7日，中国银监会（现为中国银保监会）批准安徽新安银行筹备。[3]

- 2017年11月3日，中国银监会安徽监管局批准安徽新安银行开业，核准注册资本为20亿元人民币。[4]

- 2017年11月18日，安徽新安银行正式营业。[5]